# 中華帝国 (1915年-1916年)

中華帝国
中華帝國

国歌: 中華雄立宇宙間（中国語）

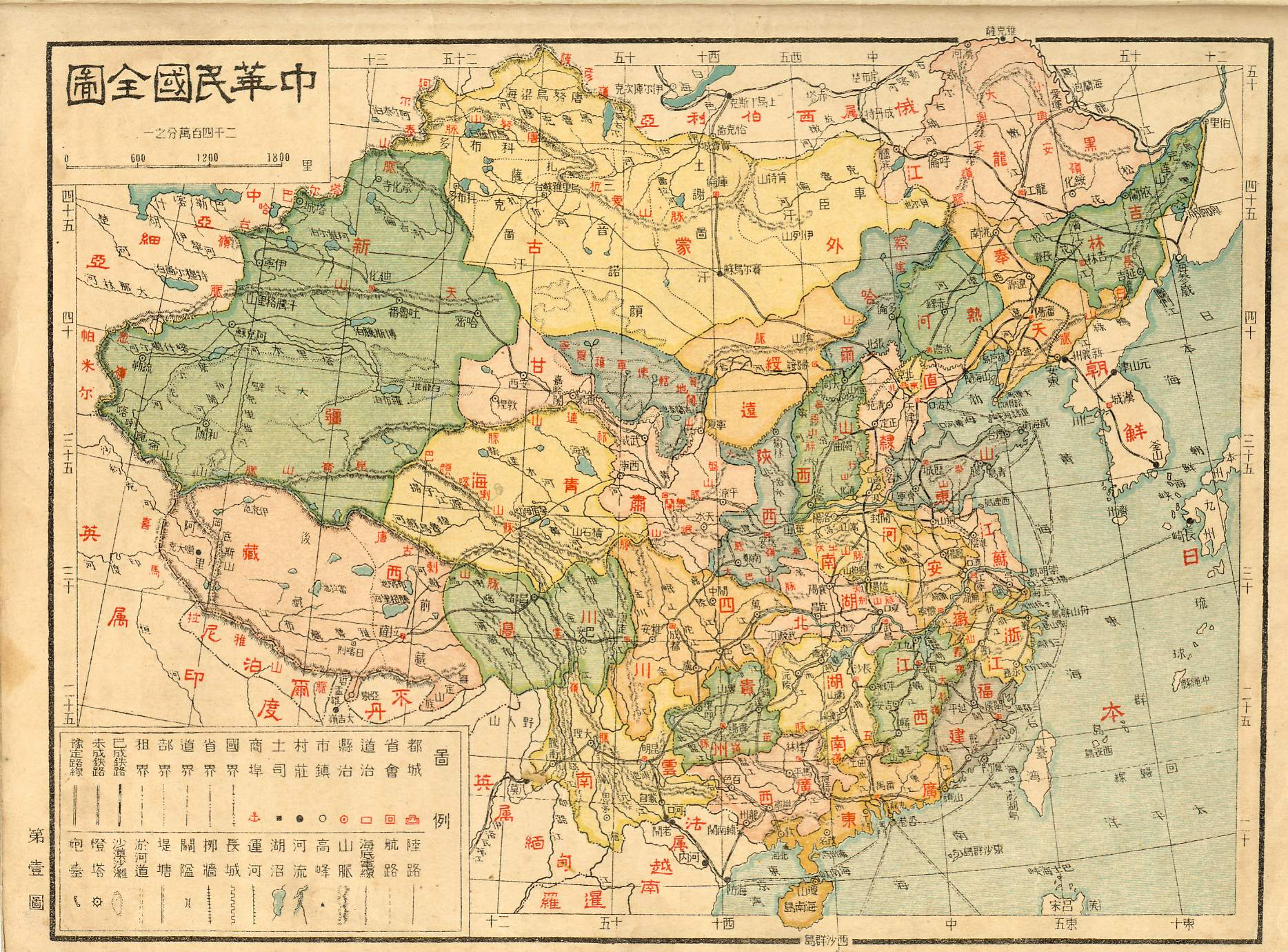
中華帝国が領有権を主張していた地域

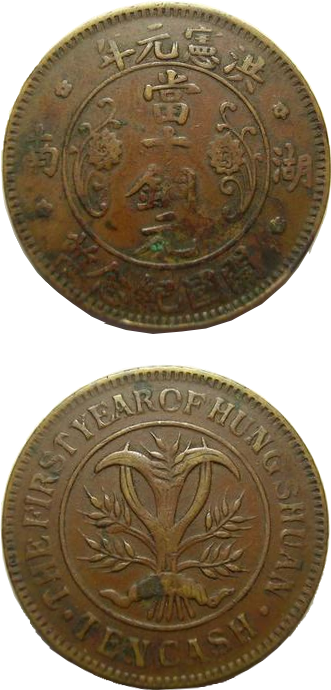
「洪憲元年」と入った中華帝国の10文硬貨

中華帝国（ちゅうかていこく、繁: 中華帝國、拼音: Zhōnghuá Dìguó）は、中華民国の政治家・袁世凱による帝政復活の企てによって樹立され、1915年末から1916年初めまで続いた短命政権である。結局この企ては失敗したが、革命運動の進行は長年にわたって遅れ、中国大陸は割拠した軍閥の各地方勢力に分裂した。

## 概要
1915年に袁世凱は側近の楊度に皇帝即位運動をさせ、帝政を復活させた。翌1916年より年号を洪憲と定め、国号を「中華帝国」に改めた。こうした袁世凱の行動は、自らの野望を果たすためという面もあった。しかし、帝政反対のデモによって即位の中止を余儀なくされ、その翌年、袁世凱は失意のうちに死去した。

## 歴史

### 成立の背景
第2代中華民国臨時大総統就任後、袁世凱は自身の権力を強化・確保するためにさまざまな手段を講じて反対指導者を免職し、日本のほか列強と結んだ。1915年8月頃、袁は楊度らに帝政復活の支持を頼んで回るように命じた。
12月11日、参政院が満場一致で袁を皇帝に推戴すると、袁は儀礼的に拒否したが、参政院がその日再び請願書を提出すると袁は態度を軟化してすぐに同意した。
12月12日、袁は子の袁克定の助けを借り、共和制を廃止して帝政を復活させ、中華帝国大皇帝となり、年号を洪憲とした (洪憲帝制）。しかし、袁は即位式を正式には行わなかった。直後、袁は買収できると思われた者のほか近親に爵位を与え始めた。
その頃紫禁城に住んでいた愛新覚羅氏は、袁の即位に賛同し、袁の娘と溥儀との結婚を申し込みさえした。

### 大衆の反発と滅亡
1916年は民国5年ではなく洪憲元年とされた。しかし袁の帝位就任は、革命家にだけでなく、軍部の支持に依存しない独裁的支配を袁に許してしまうだろうと思っていた部下の軍司令官にも反対されていた。
袁の帝位就任後、前雲南都督蔡鍔・雲南都督唐継尭らによる反乱が雲南省で、前江西都督李烈鈞による反乱が江西省で始まると、各省は次々に反乱を起こし、反乱勢力は護国軍を結成して護国戦争を始め、残りの各省は帝国からの独立を宣言してこれに続いた。袁の北洋軍の兵士は帝国政府から俸給を一度も受け取っておらず、護国軍に対する積極的な軍事行動をしなかったので、北洋軍は護国軍よりも優れた訓練を受けて重装備だったにもかかわらず大敗を喫した。
袁の弱体ぶりと不評ぶりを見て、列強は戦争面以外の支持を取りやめた。日本はまず侵攻すると言って脅迫してから、袁世凱を倒すことに傾倒し、闘争の双方が戦争状態であると承認して日本の民間人が革命派を援助することを容認した。内外の反対に直面した袁は政敵に譲歩して即位式を再三延期し、3月1日には式典のための予算も削減された。袁は3月17日に梁士詒と帝政取り消しについて審議して3月22日に取り消しを声明した。年号「洪憲」は3月23日に廃止され、民国紀元が復活した。袁は通算83日間皇帝として君臨した。

### その後
6月6日の袁の死後、副総統黎元洪が大総統に就任し、北洋軍閥安徽派の首領段祺瑞を国務総理に任命して国会と臨時約法を復活し、国内統一を図るが 府院の争いで対立した。中央政府としての北京政府の権威は大きく失墜し、袁の帝政の終焉によって中国は軍閥による割拠時代に突入した。1917年の張勲復辟の後、馮国璋が総統となると段は国会を解散し、新国会を設置しようとした。張勲復辟事件の際に日本軍は北京に増援した。

## 国家の象徴
袁は礼制館を設立し、1915年6月公式の新国歌「中華雄立宇宙間」を公布した。作詞・廕昌、作曲・王露。この国歌は袁の皇帝在位期間中使用され続けた。
国旗は元の五色旗から、少数民族の満州族の黄、モンゴル族の青、ウイグル族の白、チベット族の黒の上に、これらを支配する漢族の赤を左右対称の十字で描いて強調したものに改められた。しかしながら、実際にはX形十字版の旗が一般的に使用された。

## 受爵者一覧

### 武義親王
- 黎元洪

### 一等公
- 竜済光
- 張勲
- 馮国璋
- 姜桂題
- 段芝貴
- 倪嗣沖
- 劉冠雄

### 一等侯
- 湯薌銘
- 李純
- 朱瑞
- 陸栄廷
- 趙倜
- 陳儀
- 唐継尭
- 閻錫山
- 王占元

### 一等伯
- 張錫鑾
- 朱家宝
- 張鳴岐
- 田文烈
- 靳雲鵬
- 楊増新
- 陸建章
- 孟恩遠
- 屈映光
- 斉耀琳
- 曹錕
- 楊善徳

### 一等子
- 朱慶瀾
- 張広建
- 李厚基
- 劉顕世

### 一等男
- 許世英
- 戚揚
- 任可澄
- 王揖唐
- 何宗蓮
- 張懐芝
- 竜覲光
- 陳炳焜
- 盧永祥
- 呂調元
- 金永
- 蔡儒楷
- 段書雲
- 龍建章
- 沈金鑑
- 潘矩楹

### 三等男
- 馮玉祥